# Museu Nacional de l'Esclavitud
El Museu Nacional de l'Esclavitud, en portuguès: Museu Nacional da Escravatura, es localitza al Morro da Cruz, a la ciutat de Luanda, a Angola.
Creat en 1977 per l'Institut Nacional del Patrimoni Cultural amb l'objectiu de donar a conèixer la història de l'esclavitud a Angola, el Museu Nacional da Escravatura té la seu en la Capela da Casa Grande,, temple del segle xvii on els esclaus eren batejats abans de ser embarcats en els vaixells negrers que els portaven al continent americà.
El museu, que reuneix i exposa centenes de peces utilitzades en el tràfic dels esclaus, està instal·lat en l'antiga propietat d'Álvaro de Carvalho Matoso, capitão-mor dels presidis d'Ambaca, Muxima i Massangano, a Angola, i un dels majors comerciants d'esclaus de la costa africana en la primera meitat del segle xviii. Mort en 1798, els seus familiars i hereus van continuar exercint el tràfic d'esclaus en el mateix lloc fins a 1836 quan un decret de Maria II de Portugal prohibí que des de les colònies portugueses s'exportessin esclaus.